# کتیبه‌های هیتی
مجموعه متون نوشته شده به زبان هیتی توسط کاتالوگ متون هیتی ( به‌صورت کوته‌نوشت سی‌تی‌اچ، از سال ۱۹۷۱) نمایه شده است. کاتالوگ فقط یک طبقه‌بندی از متون است؛ متن‌ها را نمی‌دهد. یکی به طور سنتی متون را با شماره آنها در سی‌تی‌اچ استناد می‌کند. منابع اصلی برای مطالعه متون منتخب، کتاب‌های سری StBoT و Textzeugnisse der Hethiter آنلاین هستند.

## طرح شماره گذاری سی‌تی‌اچ
متون به شرح زیر طبقه‌بندی می‌شوند:
- متون تاریخی (سی‌تی‌اچ ۱-۲۲۰)
- متن‌های اداری (سی‌تی‌اچ ۲۲۱-۲۹۰)
- متون قانونی (سی‌تی‌اچ ۲۹۱-۲۹۸)
- متون واژگانی (سی‌تی‌اچ ۲۹۹-۳۰۹)
- متون ادبی (سی‌تی‌اچ ۳۱۰–۳۲۰)
- متون اساطیری (سی‌تی‌اچ ۳۲۱-۳۷۰)
- سرودها و دعاها (سی‌تی‌اچ ۳۷۱-۳۸۹)
- متون آیینی (سی‌تی‌اچ ۳۹۰–۵۰۰)

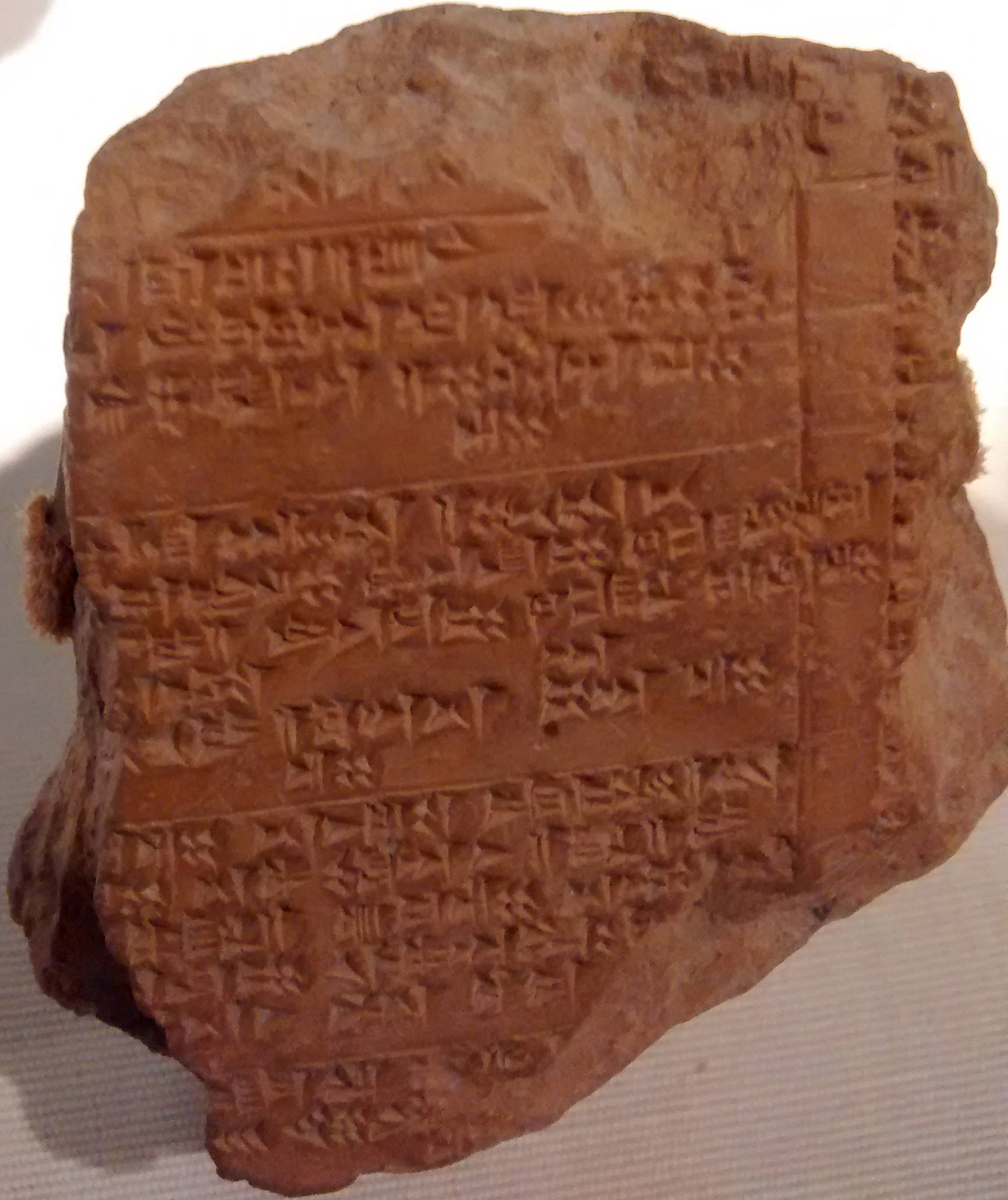
سی‌تی‌اچ ۷۳۸. I ۱۱: جشنواره برای الهه Tetešḫapi

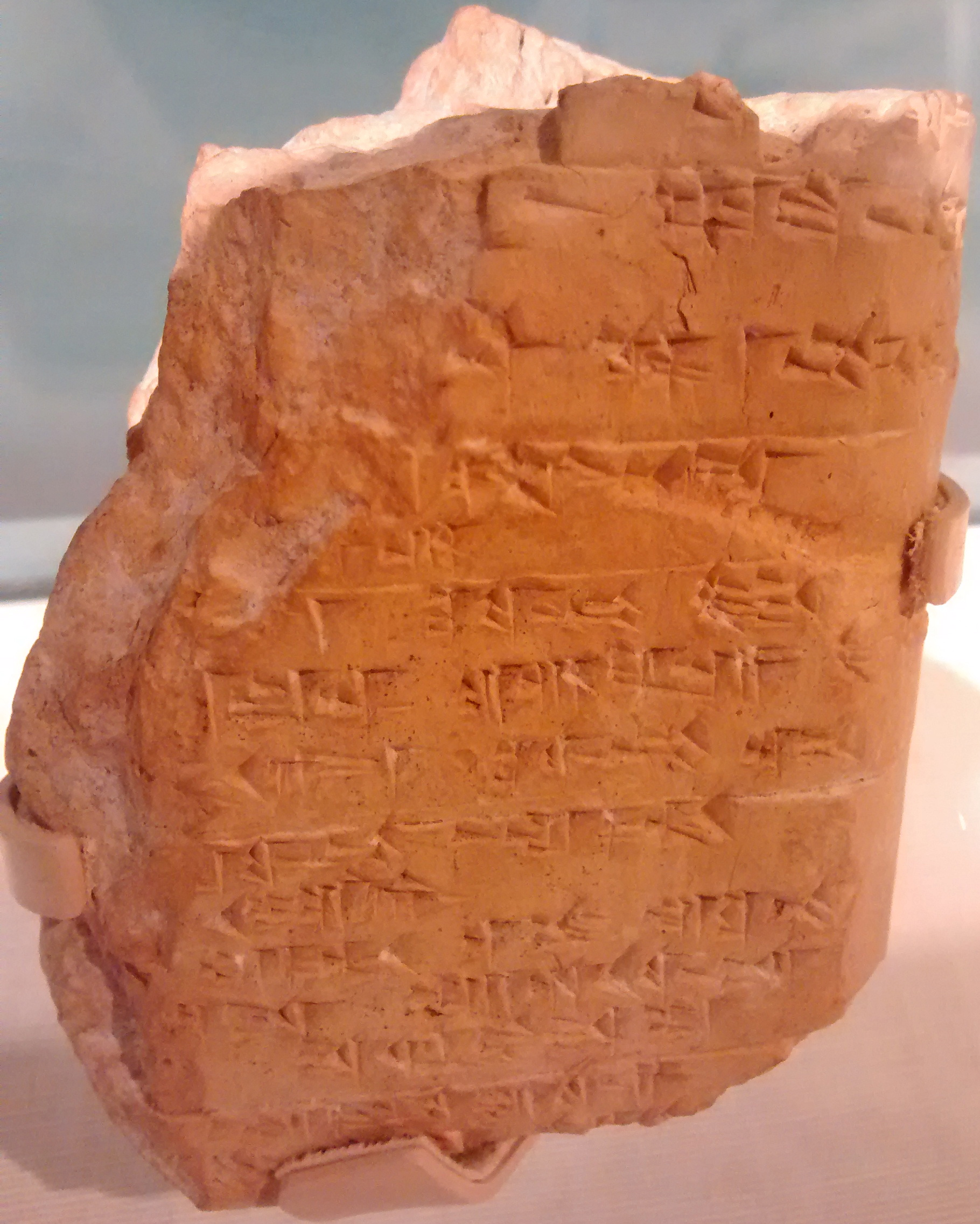
سی‌تی‌اچ ۸۳۲: سپرده قانونی (?)

- متن‌های موجودی فرقه (سی‌تی‌اچ ۵۰۱–۵۳۰)
- Omen and Oracle Texts (سی‌تی‌اچ ۵۳۱–۵۸۲)
- نذر (سی‌تی‌اچ ۵۸۳-۵۹۰)
- متون جشنواره (سی‌تی‌اچ ۵۹۱–۷۲۴)
- متون به زبان های دیگر (سی‌تی‌اچ ۷۲۵–۸۳۰)
- متون از نوع ناشناخته (سی‌تی‌اچ ۸۳۱-۸۳۳)

## متون برگزیده
برخی از مقاله‌های ویکی‌پدیا که به متون خاص هیتی اختصاص دارند، در ادامه می‌آیند. بیشتر به عنوان بخش‌هایی از مقالات دیگر یافت می‌شود.

### پادشاهی قدیم
- متن آنیتا
- سوگند نظامی هیتی‌ها
- قوانین هیتی (سی‌تی‌اچ ۲۹۱-۲۹۲) که به آن کد نسیلیم نیز گفته می‌شود.
- اسطوره ایلویانکا

### پادشاهی جدید
- دستورالعمل های آموزش اسب کیکولی
- کیفرخواست مدوواتا
- نامه ماناپا- تارهونتا
- نامه میلواتا
- آهنگ کمربی
- داستان آپو
- نامه تواگالاوا
- زیتا (شاهزاده هیتی)

## همچنین ببینید
- نامه های آمارنا
- متون اوگاریتی

## یادداشت
1. ↑  "Textzeugnisse der Hethiter (Hethitologie Portal Mainz)" (به آلمانی، فرانسوی، ایتالیایی و انگلیسی). Gerfrid G.W. Müller & Gernot Wilhelm. 2002–2013. Archived from the original on 15 June 2019. Retrieved 12 July 2024.